# HMS H49
HMS H49 (pennant number – H49, 49.H, N.49) – brytyjski okręt podwodny typu H. Zbudowany w latach 1918–1919 w stoczni William Beardmore and Company w Dalmuir, gdzie okręt został wodowany 15 lipca 1919 roku. Do służby w Royal Navy został przyjęty 25 października 1919 roku.
HMS H49 należał do serii okrętów typu H ze zmienioną konstrukcją. Po internowaniu części okrętów budowanych na zlecenie w Stanach Zjednoczonych zapadła decyzja o przeniesieniu produkcji do Wielkiej Brytanii. Od początku 1917 roku do końca 1920 roku w stoczniach Vickers, Cammell Laird, Armstrong Whitworth, Beardmore oraz HM Dockyard wybudowano 23 okręty tego typu.
Dowodzony przez Lt. Richarda Evelyna Coltarta, H49 opuścił Harwich 17 listopada 1940 roku. 18 października w czasie patrolu w okolicach Texel (u wybrzeży Holandii) został namierzony i zaatakowany przez niemieckie łodzie do zwalczania okrętów podwodnych UJ 116 oraz UJ 118. Głębinowy ładunek zrzucony przez U-Jäger 116 pod dowództwem kapitana Wolfganga Kadena spowodował uszkodzenie HMS H49 oraz jego zatonięcie. Z całej załogi uratował się tylko jeden marynarz George W. Oliver, który poprzez uszkodzony kadłub wypłynął na powierzchnię. Olivier został uratowany przez niemiecką łódź i dostał się do niewoli.